# Jetel alpský
Jetel alpský (Trifolium alpinum, syn. Bobrovia alpina) je jetelovina středně až krátce výběžkatá s trojčetnými listy s trichomy na okraji, elipsovitými až kopinatými, o 100 % delšími než širšími. Rostlina dosahuje na výšku 5–20 cm. Květy jsou v hlavách na dlouhých stopkách, široké jsou 3–5 cm. Barva květů je růžová až purpurově červená, kvete od konce června do srpna (závisí na nadmořské výšce). Plodem je lusk.
Jetel alpský je vytrvalý, po mnoho let se vyskytuje na jednom místě a nesnáší častější kosení. Vyskytuje se ve středně suchých lokalitách. V Alpách se vyskytuje až do alpínského pásma ve výšce 3100 m n. m. Zlepšuje pícní kvalitu méně vydatných travních porostů na mezích a řidších loukách.